# Själevads kyrka

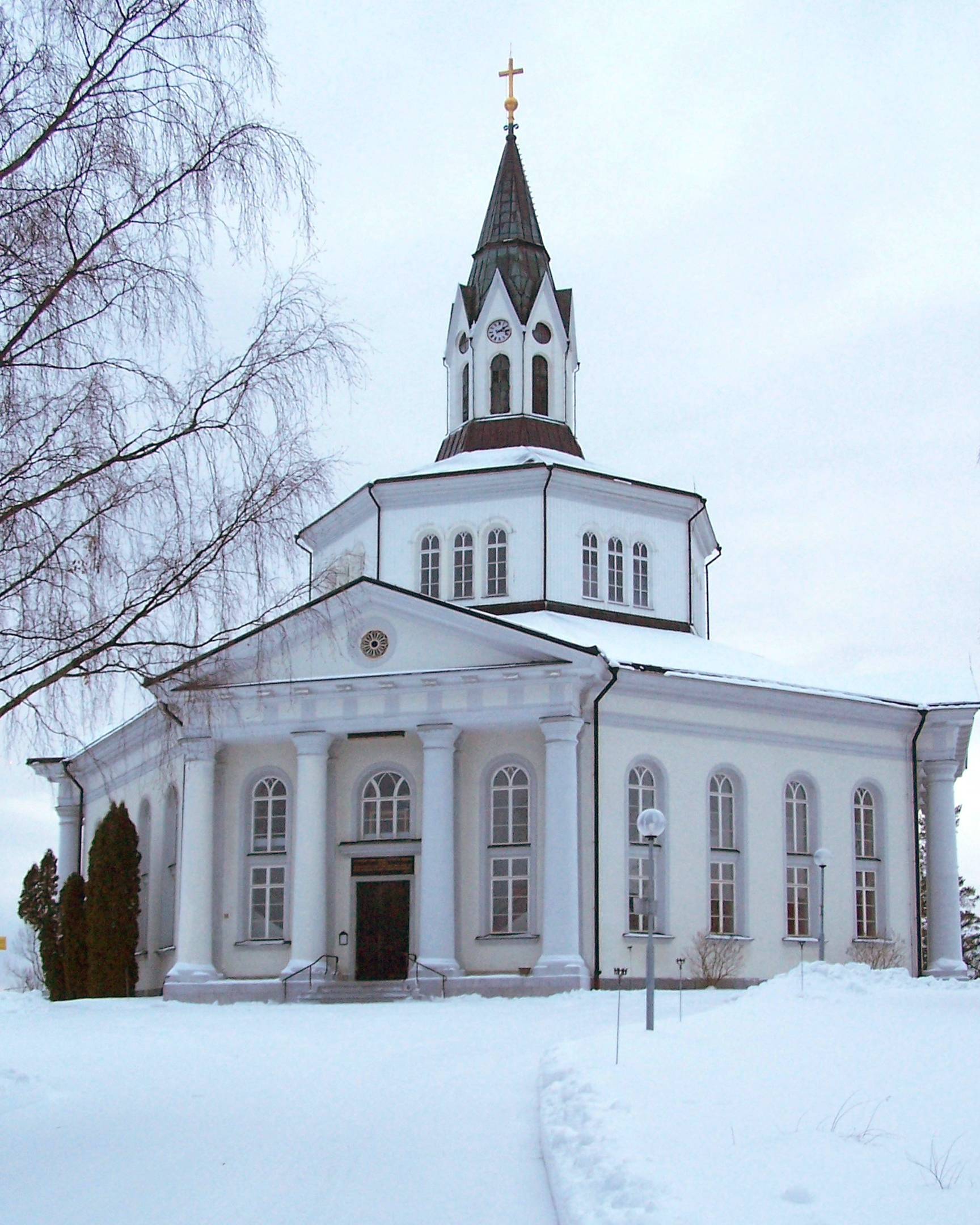
Die Själevads kyrka im Winter

Die Själevads kyrka ist die evangelisch-lutherische Hauptkirche in der gleichnamigen Kirchengemeinde, die zum Bistum Härnösand der Schwedischen Kirche gehört. Die Kirche liegt in Själevad am Fluss Moälven, in der Nähe von Örnsköldsvik. Im Jahr 1998 wurde sie von den Lesern der Zeitschrift Året Runt zur schönsten Kirche Schwedens gewählt. Von der achteckigen Kirche aus hat man einen guten Blick über die Själevadsfjärden und den Lauf des Moälven. In der Kirche werden Konzerte veranstaltet und es gibt mehrere Chöre.

## Kirchengebäude
Die heutige Kirche ersetzte eine mittelalterliche, die etwas weiter flussabwärts lag. Die alte Kirche war ein einfaches, rechteckiges Gebäude und Olaf dem Heiligen geweiht. Die Innenwände waren bemalt, sie wurden jedoch bei einer Reparatur im achtzehnten Jahrhundert Weiß getüncht. Am 29. Mai 1876 begann man mit dem Abriss der Kirche, ohne vorher eine Erlaubnis dafür eingeholt zu haben. Die Kirche war so robust gebaut, dass man sie zum Schluss sprengen musste. Die Aktion wurde bis zuletzt geheim gehalten, da man starke Proteste der Bevölkerung gegen die Sprengung befürchtete.
Man begann noch im gleichen Jahr mit dem Bau der neuen Kirche, sie wurde am 12. September 1880 von Bischof Lars Lundgren eingeweiht. Der Stil ist teilweise neuklassizistisch, die Seiten sind mit Säulen wie in einem griechischen Tempel geschmückt. Der Innenraum wird durch eine Kuppel nach oben hin abgeschlossen, die heutige wurde 1923 bei einer Renovierung eingebaut.